# Kathleen Witters
Kathleen Witters, née le 15 novembre 1979 , est une judokate belge qui évolue dans la catégorie des moins de 78 kg (mi-lourds). Elle est affiliée au Judo Club de Neerpelt dans la province de Limbourg.

## Palmarès
Kathleen Witters a fait plusieurs podiums dans des tournois internationaux.

Elle a été championne de Belgique en 2005 :
| Chpt de Belgique sénior | Chpt de Belgique sénior | 1996 | 1997 | 1998 | 1999 | 2000 | 2001 | 2002 | 2003 | 2004 | 2005 | 2006 | 2007 |
| ----------------------- | ----------------------- | ---- | ---- | ---- | ---- | ---- | ---- | ---- | ---- | ---- | ---- | ---- | ---- |
| mi-lourds               | -72 kg                  | 3e   | -    |      |      |      |      |      |      |      |      |      |      |
| mi-lourds               | -78 kg                  |      |      | 3e   | 3e   | 2e   | 2e   | 2e   | -    | -    | 1er  | -    | 3e   |